# Проспект Победы (Кривой Рог)
Проспект Победы (укр. Проспект Перемоги) — проспект в Ингулецком районе города Кривой Рог Днепропетровской области Украины.

## Характеристика
На проспекте находится памятный знак в честь победы над фашизмом, памятник Т. Г. Шевченко, парковая скульптура «Солдат с гармошкой» (скульптор О. В. Канибор), лужайка сказок, светодинамический фонтан. Начинается от Дома культуры.